# Периодичен печат на арменски език в България
Периодичният печат на арменски език в България е представен от над 75 вестника и списания.

## История
Отпечатването на вестници на арменски език в България започва още след Освобождението, като органи на отделни партии. До Втората световна война в страната са издавани над 75 вестника и списания, като повечето от тях съществуват кратко. Те са добър източник на информация и допринасят за формирана на културните интереси на арменците в България. Първият вестник, който се издава в България е „Хулс“ („Надежда“). Той излиза в периода 1894 – 1895 г. във Варна.
След последната бежанска вълна се откроява острата нужда от по-постоянни периодични издания. Сред първите вестници, които дават специфично насочена информация към арменското малцинство са „Иръавунг“ („Право“, 1896 – 1898), „Хайястан“ („Армения“, 1915 – 1925), „Балканян мамул“ („Балкански печат“, 1915 – 1922), „Нор Аршарах“ („Нов свят“, 1922 – 1923), „Лусарцаг“ („Прожектор“, до 1924), „Аракс“ (1926 – 1930), „Азад Хоск“ („Свободно слово“, 1932 – 1944), „Мегху“ („Пчела“, 1933 – 1943). Основната тема е за геноцида – преживените ужаси, издирването на изчезналите, приемането на бежанците и тяхното приобщаване в България.
След октомври 1944 г. единственият разрешен вестник на арменската общност в България е „Ереван“. Той е с комунистическа ориентация. Дава информация за културния и обществения живот, информира за развитието на Арменската ССР. След 1981 г. се издава на български и арменски език.
През 1991 г. се създава вестник „Вахан“ („Щит“) в Пловдив, а през 1994 г. вестник „Хайер“ Арменци (вестник)(„Арменци“) в Бургас. Те, както и вестник „Ереван“ вече не са на държавна субсидия. Издават се на български и арменски език и в тях се отразява само това, което засяга арменската общност и арменците по света. През м. септември 2004 г.  в Пловдив веднъж месечно започва да се издава вестник Парекордзагани цайн (Гласът на добротворците) във формат А3 с цветна първа и последна страница. От 2011 г. вестникът се издава два пъти месечно на български и арменски език.

## Списък

### Вестници
| Име                      | Име на български език    | Период на издаване | Място на издаване |
| ------------------------ | ------------------------ | ------------------ | ----------------- |
| „Абака“                  | „Бъдеще“                 | 1905 г.            | Русе и Париж      |
| „Абдак“                  | „Плесница“               | 1925 г.            | София             |
| „Ачкхарх“                | „Свят“                   | 1898 г.            | Варна             |
| „Аракс“                  |                          | 1926 – 1930 г.     | София             |
| „Азад Хоск“              | „Свободно слово“         | 1932 – 1944        | София             |
| „Балканян мамул“         | „Балкански печат“        | 1915 – 1922 г.     | София и Русе      |
| „Балканян мамул“         | „Балкански печат“        | 1931 – 1943 г.     | София             |
| „Боулгарахай клан“       | „Българо-арменски валяк“ | 1927 – 1928 г.     | София             |
| „Боулгарахай цайн“       | „Българо-арменски глас“  | 1927 г.            | София             |
| „Шаржум“                 | „Движение“               | 1898 – 1907 г.     | Варна             |
| „Даврос“                 |                          | 1898 г.            | Варна             |
| „Дегегадоу“              | „Бюлетин“                | 1932 – 1937 г.     | София             |
| „Гадаг“                  |                          | 1897 г.            | Варна             |
| „Гармир Лорер“           | „Червени вести“          | 1920 – 1921 г.     | Пловдив           |
| „Хоменътмен – Дегегадоу“ | „Хоменътмен – бюлетин“   | 1934 г.            | София             |
| „Хай Панвор“             | „Арменски работник“      | 1932 г.            | София             |
| „Хай Скаут“              | „Арменски скаут“         | 1925 – ?           | Русе              |
| „Хайястан“               | „Армения“                | 1915 – 1925 г.     | София и Пловдив   |
| „Хайятерт“               | „Арменски лист“          | 1903 – 1904 г.     | Варна и Русе      |
|                          |                          |                    |                   |

### Списания
| Име                    | Име на български език | Период на издаване   | Място на издаване |
| ---------------------- | --------------------- | -------------------- | ----------------- |
| „Ардзив“               | „Орел“                | 1930 – 1934          | София и Пловдив   |
| „Арокхтчабахоутюн“     | „Здравеопазване“      | 1905 г.              | Варна             |
| „Бардез“               | „Градина“             | 1932 – 1938; 1943 г. | Пловдив и София   |
| „Шавиг“                | „Пътека“              | 1900 – 1901 г.       | Варна             |
| „Дарони Ардзив“        | „Даронски орел“       | 1938 – 1939 г.       | София             |
| „Дегегадоу Хоменътмен“ | „Бюлетин Хоменътмен“  | 1930 г.              | София             |
| „Гамк“                 | „Воля“                | 1933 г.              | София             |
| „Хоменътмен“           |                       | 1925 – 1926 г.       | Пловдив           |
| „Хай Ашагерд“          | „Арменски ученик“     | 1927 г.              | Русе              |
| „Хайел“                | „Огледало“            | 1897 – 1902 г.       | Варна             |
|                        |                       |                      |                   |